# World Athletics Relays 2025 – sztafeta mieszana 4 × 400 m
Sztafeta mieszana 4 × 400 metrów – jedna z konkurencji lekkoatletycznych rozgrywanych w ramach siódmej edycji World Athletics Relays na Stadionie Olimpijskim Guangdong w chińskim Kantonie w dniach 10–11 maja 2025. W ramach tej konkurencji odbyły się eliminacje (10 maja), oraz repasaże i finał (11 maja), które wyłoniły uczestników odbywających się w Tokio mistrzostw świata.

## Program
Godziny podano w czasie lokalnym (UTC+08:00).
| Data         | Godzina | Runda      |
| ------------ | ------- | ---------- |
| 10 maja 2025 | 19:22   | Eliminacje |
| 11 maja 2025 | 19:13   | Repasaże   |
| 11 maja 2025 | 21:03   | Finał      |

## Wyniki

### Eliminacje
Dwie zwycięskie sztafety (WQ), oraz dwie z najlepszymi czasami (Wq) z każdych biegów eliminacyjnych awansują do finału konkurencji, oraz dodatkowo do mistrzostw świata 2025. Pozostałe ekipy będą walczyć w repasażach.

#### Bieg 1[2]
| Pozycja | Tor | Sztafeta                                                                                             | Czas    | Uwagi |
| ------- | --- | --- | ------- | ----- |
| 1       | 5   | Belgia Jonathan Sacoor · Imke Vervaet · Daniel Segers · Helena Ponette                               | 3:11,83 | WQ,   |
| 2       | 4   | Australia Cooper Sherman · Ellie Beer · Reece Holder · Alanah Yukich                                 | 3:12,34 | WQ,   |
| 3       | 7   | Kenia Kevin Kipkorir · Mercy Chebet · David Sanayek Kapirante · Mercy Adongo Oketch                  | 3:13,41 | Wq,   |
| 4       | 8   | Włochy Lapo Bianciardi · Rebecca Borga · Matteo Raimondi · Virginia Troiani                          | 3:15,64 | SB    |
| 5       | 3   | Uganda Godfrey Chanwengo · Mauren Akiiki Banura · Haron Adoli · Leni Shida                           | 3:16,59 | NR    |
| 6       | 6   | Jamajka Demar Francis · Niesha Burgher · Delano Kennedy · Kelly-Ann Beckford                         | 3:18,83 | SB    |
| 7       | 9   | Botswana Thabang Charles Monngathipa · Thomphang Besele · Kabo David Rankgwe · Motlatsi Tebalo Rante | 3:19,91 | SB    |

#### Bieg 2[2]
| Pozycja | Tor | Sztafeta                                                                                     | Czas    | Uwagi |
| ------- | --- | -------------------------------------------------------------------------------------------- | ------- | ----- |
| 1       | 7   | Stany Zjednoczone Johnnie Blockburger · Courtney Okolo · Chris Robinson · Lynna Irby-Jackson | 3:11,37 | WQ,   |
| 2       | 6   | Irlandia Conor Kelly · Rhasidat Adeleke · Cillin Greene · Sharlene Mawdsley                  | 3:12,56 | WQ,   |
| 3       | 5   | Polska Maksymilian Szwed · Natalia Bukowiecka · Kajetan Duszyński · Justyna Święty-Ersetic   | 3:12,70 | Wq,   |
| 4       | 8   | Niemcy Manuel Sanders · Annkathrin Hoven · Emil Agyekum · Jana Lakner                        | 3:14,42 | SB    |
| 5       | 4   | Szwajcaria Ricky Petrucciani · Lena Wernli · Vincent Gendre · Annina Fahr                    | 3:16,27 | SB    |
| 6       | 3   | Chiny Yu Dexiang · Mo Jiadie · Zheng Chiyu · Liu Yinglan                                     | 3:19,05 | SB    |
| 7       | 9   | Brazylia Jadson Erick Soares Lima · Erica Barbosa · Elias Oliveira · Rita de Cassia Ferreira | 3:21,45 |       |

#### Bieg 3[2]
| Pozycja | Tor | Sztafeta | Czas    | Uwagi |
| ------- | --- | --- | ------- | ----- |
| 1       | 7   | Wielka Brytania Joshua Faulds · Emily Newnham · Sam Lunt · Nicole Yeargin                                       | 3:13,28 | WQ,   |
| 2       | 5   | Południowa Afryka Tumisang Shezi · Shirley Nekhubui · Leendert Koekemoer · Zenéy van der Walt                   | 3:13,79 | WQ,   |
| 3       | 4   | Hiszpania David García · Carmen Avilés · Samuel García · Berta Segura                                           | 3:14,16 | SB    |
| 4       | 6   | Francja Gilles Biron · Estelle Raffai · Téo Andant · Alexe Déau                                                 | 3:16,15 | SB    |
| 5       | 9   | Indie Jay Kumar · Sneha Kollerik · Dharmveer Choudhary · Rupal Chaudhary                                        | 3:16,85 | SB    |
| 6       | 8   | Kanada Austin Cole · Alyssa Marsh · Nathan George · Dianna Proctor                                              | 3:22,37 | SB    |
| –       | 3   | Sri Lanka Singhapurage Aruna Dharshana · Nadeesha Ramanayake · Kalinga Hewa Kumarage · M.A.N. Harshani Fernando | –       | DNF   |

### Repasaże

#### Bieg 1[3]
| Pozycja | Tor | Sztafeta                                                                                     | Czas    | Uwagi |
| ------- | --- | -------------------------------------------------------------------------------------------- | ------- | ----- |
| 1       | 5   | Hiszpania David García · Carmen Avilés · Samuel García · Blanca Hervas                       | 3:12,55 | WQ,   |
| 2       | 3   | Niemcy Manuel Sanders · Johanna Martin · Emil Agyekum · Jana Lakner                          | 3:13,35 | WQ,   |
| 3       | 9   | Chiny Liang Boatang · Mo Jiadie · Zhang Qining · Liu Yinglan                                 | 3:13,39 | WQ,   |
| 4       | 8   | Jamajka Javier Brown · Kelly-Ann Beckford · Delano Kennedy · Roneisha McGregor               | 3:14,42 | SB    |
| 5       | 6   | Szwajcaria Ricky Petrucciani · Lena Wernli · Lionel Spitz · Annina Fahr                      | 3:18,07 |       |
| 6       | 4   | Brazylia Jadson Erick Soares Lima · Erica Barbosa · Vinícius Moura · Rita de Cassia Ferreira | 3:19,19 |       |

#### Bieg 2[3]
| Pozycja | Tor | Sztafeta                                                                                              | Czas    | Uwagi |
| ------- | --- | --- | ------- | ----- |
| 1       | 7   | Włochy Edoardo Scotti · Virginia Troiani · Vladimir Aceti · Alice Mangione                            | 3:12,53 | WQ,   |
| 2       | 5   | Francja Muhammad Kounta · Fanny Peltier · Téo Andant · Louise Maraval                                 | 3:12,66 | WQ,   |
| 3       | 8   | Kanada Austin Cole · Lauren Gale · Nathan George · Zoe Sherar                                         | 3:12,95 | WQ,   |
| 4       | 9   | Indie Kumar Tamilarasan · Rupal Chaudhary · Vishal Thennarasu Kayalvizhi · Subha Venkatesan           | 3:14,81 | SB    |
| 5       | 3   | Uganda Godfrey Chanwengo · Mauren Akiiki Banura · Haron Adoli · Leni Shida                            | 3:15,26 | NR    |
| 6       | 6   | Botswana Thabang Charles Monngathipa · Thomphang Besele · Victor Ntweng · Naledi Monthe               | 3:19,11 | SB    |
| 7       | 4   | Sri Lanka Kalinga Hewa Kumarage · Nadeesha Ramanayake · S.M.S.V Rajakaruna · M.A.N. Harshani Fernando | 3:20,61 | SB    |

### Finał
Źródło: worldathletics.org.
| Pozycja | Tor | Sztafeta                                                                                     | Czas    | Uwagi   |
| ------- | --- | -------------------------------------------------------------------------------------------- | ------- | ------- |
| 01 !    | 6   | Stany Zjednoczone Chris Robinson · Courtney Okolo · Johnnie Blockburger · Lynna Irby-Jackson | 3:09,54 | CR · WL |
| 02 !    | 5   | Australia Luke van Ratingen · Ellie Beer · Terrell Thorne · Carla Bull                       | 3:12,20 | AR      |
| 03 !    | 3   | Kenia David Sanayek Kapirante · Mercy Chebet · Brian Onyari Tinega · Mercy Adongo Oketch     | 3:13,10 | SB      |
| 4.      | 7   | Wielka Brytania Sam Lunt · Poppy Malik · Bailey Swith · Hannah Kelly                         | 3:14,74 |         |
| 5.      | 4   | Południowa Afryka Mthi Mthimkulu · Jada van Staden · Tumisang Shezi · Hannah van Niekerk     | 3:16,29 |         |
| 6.      | 8   | Belgia Julien Watrin · Ilana Hanssens · Florent Mabille · Manon de Marez                     | 3:16,45 |         |
| 7.      | 2   | Polska Michał Kijewski · Weronika Bartnowska · Daniel Sołtysiak · Karolina Łozowska          | 3:16,48 |         |
| 8.      | 9   | Irlandia Jack Raftery · Phil Healy · Aaron Keane · Lauren Cadden                             | 3:19,64 |         |